# 后石发电厂
後石發電廠是位於中國福建省漳州市龍海市港尾鎮後石村的發電廠，曾一度是中國最大的發電企業，其設施先進，自動化程度高，環保措施等均位居中國各電廠的前列。

## 概述
後石發電廠地處九龍江入海口的南側，占地約132公頃。電廠整體設計一次完成，分兩期建設，一期工程於1996年獲批，安裝兩台60萬千瓦機組，同年開工，二期安裝四台同類型機組，2001年獲準建設。從1999年到2004年，每年投產一台機組，現已完工。2009年後石發電廠的#7機組正式發電營運。工程除了七台大型發電機組外，還配套建設了一座10萬噸級的專用卸煤碼頭和一條專用公路，總投資約為35億美元。
目前後石發電廠的總裝機容量為420萬千瓦，建成後曾一度是中國最大的發電廠，也是中國大陸迄今為止規模最大的中華民國資本建設（台資）項目。電廠采用的60萬千瓦的超臨界燃煤機組，均屬國際上技術最先進的發電機組，其自動化程度在中國各電廠中位居前列。電廠燃用的煤炭主要來自澳大利亞和非洲。在環保方面除了脫硫設備和電除塵設備外，還額外加裝了脫硝設備，整個燃煤傳輸系統也實現了全封閉，這些在中國的電力企業中都堪稱獨一無二。
電廠由台塑的關係企業投資，採用了「建設—經營—轉讓」（BOT）的模式，其實際控制人是王永慶家族。台塑曾在1997年亞洲金融危機時以低廉的價格向日本三菱重工公司訂購了多套60萬千瓦級的發電機組，一部分安裝在中國的後石電廠。由於設施先進、重視環保，因而後石電廠的運營成本也居高不下。電廠籌建時正值福建省缺電，因此地方政府曾允諾以高電價和購電量保證，但在電廠投產後，福建省的電力供需形勢卻發生了轉變，地方政府表示無法繼續履行先前的承諾，只能實行限量發電，一度造成虧損。但後來電力市場又有所好轉，雙方於是重新協商了條款，原先的承諾被大幅降低，電廠也進行了部分改造以適應實際狀況，方才恢復正常發電並逐漸盈利。

## 组织结构
后石发电厂目前共有6台发电机组，总装机容量360万千瓦。
后石发电厂的业主是华阳电业有限公司，该公司的主要股东有台塑关系企业（100%）。
- 1号机组装机容量60万千瓦，1999年11月投产发电。
- 2号机组装机容量60万千瓦，2000年6月投产发电。
- 3号机组装机容量60万千瓦，2001年9月投产发电。
- 4号机组装机容量60万千瓦，2002年11月投产发电。
- 5号机组装机容量60万千瓦，2003年12月投产发电。
- 6号机组装机容量60万千瓦，2004年7月投产发电。

## 公司网站
- 华阳电业－漳州后石电厂（页面存档备份，存于）